# Diaporthe toxica
Diaporthe toxica är en svampart som beskrevs av P.M. Will., Highet, W. Gams & Sivasith. 1994. Diaporthe toxica ingår i släktet Diaporthe och familjen Diaporthaceae.   Inga underarter finns listade i Catalogue of Life.